# 1978 VC4
1978 VC4 är en asteroid i huvudbältet som upptäcktes den 7 november 1978 av de båda amerikanska astronomerna Eleanor F. Helin och Schelte J. Bus vid Palomar-observatoriet.
Den tillhör asteroidgruppen Koronis.